# 里德鎮區 (安德森縣)
里德鎮區（英語：Reeder Township）為位在美國堪薩斯州安德森縣的鎮區。2010年美国人口普查中該鎮區人口有452人。該鎮區於1857年設立，以第一任堪薩斯州州長安德魯·霍瑞修·里德的名字來命名。

## 地理
里德鎮區涵蓋面積187.8平方（72.5平方英里），境內擁有一座城鎮：哈里斯。根據美國地質調查局的資料，此鎮區擁有4座墓園：貝爾德墓園（Baird Cemetery）、貝塞爾墓園（Bethel Cemetery）、中央城墓園（Central City Cemetery）以及帕頓墓園（Patton Cemetery）。
該鎮區有埃爾姆溪（Elm Creek）、Kenoma溪、羅基朗溪（Rocky Run Creek）以及托馬斯溪（Thomas Creek）等溪流通過。

### 交通運輸
此鎮區擁有2座機場或降落跑道：格雷厄姆法姆斯機場（Graham Farms Airport）和格雷厄姆法姆斯輔助機場（Graham Farms Auxiliary Airport）。

## 人口統計
根據2010年美國人口普查，里德鎮區人口有452人，人口密度為2.41人/平方公里。種族組成方面，98.67%為白人；0%為非裔美洲人；0.44%為美洲原住民；0%為亞洲人；0%為太平洋島民；0%為來自其他種族；另外有0.88%來自兩個或以上的種族。而西班牙裔美國人或拉丁美洲人等其他族裔佔該鎮區人口的1.11%。

## 外部連結
- US-Counties.com
- City-Data.com （页面存档备份，存于）